# Stadio repubblicano Spartak
Lo stadio repubblicano Spartak (in russo Республиканский стадион «Спартак»?, Respublikanskij stadion Spartak) è uno stadio calcistico della città di Vladikavkaz, in Russia.
Inaugurato nel 1962, o ospita le partite casalinghe dell'Alanija Vladikavkaz. Ha una capienza di 32 464 posti a sedere.